# Westland Lynx
 "Lynx" omdirigeres hertil. For andre betydninger af Lynx, se Lynx (flertydig).
Westland Lynx eller Westland SuperLynx (oprindeligt Westland WG-13 Lynx) er en mindre, men alsidig helikopter udviklet af Westland Helicopters i Storbritannien.
Helikopteren, der har været i operativ tjeneste siden 1977, findes i dag i over 30 forskellige udgaver og anvendes af 14 lande fra den arktiske kulde til den Persiske Golfs varme og har desuden – siden 1986 – holdt verdensrekorden som den hurtigste helikopter med 400,9 km/t.
Brugerne blandt andre den britiske flåde og hær, den tyske marine og Qatars politi. Anvendelsesområdet er meget bredt fra redningshelikopter og observationshelikopter til taktisk troppetransport, bevæbnet eskorte, kampvognsbekæmpelse og ubådsbekæmpelse.

## Baggrund
Helikopteren er udviklet af Westland Aircraft med deltagelse af franske Aérospatiale i 1967. Der blev oprindeligt bestilt 100 af den britiske hær (versionen AH.1) til taktisk troppetransport, bevæbnet eskorte, kampvognsbekæmpelse, rekognoscering og evakuering samt 75 til den britiske flåde (version HAS.2) primært til ubådsbekæmpelse, rekognoscering, transport og redningsopgaver – primært fra krigsskibe.
Prototypen fløj første gang i 1971, og i 1972 lykkedes det den britiske pilot Roy Moxam at slå fartrekorden for helikoptere ved over distancer på 15 og 25 km at flyve 321,7 km/t. I 1977 fløj Lynx'en for første gang i operativ tjeneste (i det britiske forsvar). I 1986 lykkedes det i en særligt modificeret udgave piloten John Egginton at sætte en ny verdensrekord for helikoptere ved at opnå en fart på 400,9 km/t over 15 og 25 km. En rekord, der i 2007 stadig ikke er slået. Lynx'en blev i de oprindelige udgaver udstyret med to gasturbiner fra Rolls-Royce, der hver ydede 670 kW (898 hk), men er i næsten alle opdaterede udgaver udstyret med 2 turbiner à 835 kW (1.120 hk). Desuden er rotorbladene i mange opgraderede og nyere udgaver, de såkaldte BERP-blade, der giver en bedre løfteevne, forbedret brændstoføkonomi (aktionsradius) og bedre manøvreevner, hvilket gør den i stand til at udføre både loop (360° omdrejning om helikopterens tværakse) og rulninger (360° omdrejning om helikopterens længdeakse).

## Operativt
I Storbritannien – der er største bruger af Lynx – anvendes den af hærens flyvetjeneste (Army Air Corps (AAC)) og af flådens flyvetjeneste (Fleet Air Arm (FAA)). AAC anvender i dag versionerne AH.7 og AH.9 til forskellige opgaver, mens FAA overvejende anvender AH.7 til marineinfanteriet (Royal Marines) og HMA.8 til egentlige flådeopgaver.
Lynx'en kom første gang i kamp i 1982 under Falklandskrigen, hvor den blev brugt til flådeangreb og opklaring. Briterne mistede ingen Lynx-helikoptere til direkte kamphandlinger, men mistede tre om bord på skibe, der blev ramt af argentinske flybomber eller Exocet-missiler. Andre af Lynx'ens mest prominente roller var leveringen af de såkaldte Sea Skua missiler under Golfkrigen. Missilerne blev brugt mod den irakiske flåde med stor succes. I samme krig blev den anvendt til mange forskellige formål af den britiske hær. I 2000 blev helikopteren brugt til at redde 11 britiske soldater i Sierra Leone, og i 2003 var den tilbage i Irak, hvor en Lynx fra 847 Naval Air Squadron blev skudt ned over Basra. Helikopteren antages at være skudt ned med enten et missil eller en såkaldt RPG. Lynx'en styrtede ind i et hus og brød i flammer, hvilket dræbte alle fem om bord. Efterfølgende opstod optøjer omkring den nedskudte helikopter, da de lokale fejrede nedskydningen.
Selv om helikopteren er populær blandt brugerne, har den ikke en specielt god sikkerhedshistorik[kilde mangler]. Helikopteren har været grounded (fået flyveforbud) et antal gange: I 2000 ledte styrkesvagheder ved hovedrotoren til et styrt af en nederlandsk helikopter, og i 2004 styrtede tre helikoptere ned inden for en kort periode.
Ud over Storbritannien og Danmark anvender Marine Nationale (Frankrig), Deutsche Marine (Tyskland), Sjøforsvaret (Norge), Koninklijke Marine (Nederlandene) og 8 andre mariner Lynx i forskellige udgaver. Desuden findes en civil udgave, WG 30.

### Danmark

#### Opgaver
I Danmark afløste Lynx Alouette III hos Søværnets Helikoptertjeneste (daværende Søværnets Flyvetjeneste).
Lynx'en var primært udstationeret på de danske inspektionsskibe, som patruljerer i Nordatlanten, hvor den blev brugt til isrekognoscering, farvandsovervågning, fiskeriinspektion og søredning.
Ud over to helikoptere, som permanent var udstationeret i Nordatlanten, (en ved Grønland og en ved Færøerne), var der en helikopter på vagt på Flyvestation Karup døgnet rundt, ligesom Lynx'erne deltog i observationsrollen under maritime øvelser.
Lynx'en i Danmark anvendtes til person- og godstransport, miljø- og farvandsovervågning samt støtte for de danske specialstyrker (primært søværnets frømandskorps og politiets aktionsstyrke). Eksempelvis kan nævnes transporten af et EOD-hold ved bombetruslen på Bornholm d. 25. juli 2007 og støtte til politiets aktionsstyrke ved rydningen af ungdomshuset på Jagtvej 69 d. 1. marts 2007.
I observationsrollen bidrog den med øget radar- og radiodækning, til visuelle situationsdannelser m.m.
I Søværnet betragtedes Lynx for en "force multiplier" at have såkaldte "organiske" helikoptere i styrken. Force multiplier betyder, at styrkens slagkraft/effektivitet stiger dramatisk. Organiske helikoptere er baserede på skibe i styrken og er dermed langt mere anvendelige og fleksible end fly, der skal rekvireres fra land (f.eks. på grund af flyvetid til/fra styrken).
Flådehelikoptere finder mange anvendelsesmuligheder, både som våbenbærende enheder og som billedopbygningsenheder. Billedopbygningsenheder giver flådestyrken kapacitet til "over the horizon targeting" (OTHT). OTHT betyder, at flådestyrken beskyder mål, som ikke kan ses af styrken selv, men som er erkendt ved at anvende en fremskudt sensor (her helikopteren). Evnen til at udføre OTHT er afgørende i konventionel søkrig, da man på denne måde kan beskyde en fjende, der ikke kan skyde igen (fordi fjendens sensorer ikke kan nå egne styrker, medmindre fjenden også har OTHT-kapacitet).
Ud over at være en stor ressource i selve kamphandlingen er flådehelikopteren også uvurderlig i billedopbygningen, hvor den har både stor mobilitet til at dække et kæmpe søgeområde, samt evne til at flyve lavt og langsomt for identificering af overflademål. Effektiv billedopbygning er grundstenen i søkrig.
Flere danske Lynx helikoptere er havareret igennem tiderne, det sidste haveri skete under en landing på Inspektionsskibet Hvidbjørnen. Det formodes at være en mekanisk fejl på halerotoren, der forårsagede styrtet. Alle ombordværende fik reddet sig ud. 

#### Historik
Otte Lynx Mk.80 blev leveret til Søværnet fra d. 6. juni 1980.
Efter at S-196 totalhavarerede i 1985 i Østersøen, og S-187 gik tabt med to døde i Sørvågsfjorden i 1987, indkøbte Søværnet 2½ Lynx Mk.87 fra henholdsvis den argentinske flåde (S-035) og Westland Limited-fabrikken (S-249 & S-256) i 1987. Det drejede sig om en afbrudt levering, grundet falklandskrigen. Det fabriksnye og det halvfærdige flystel blev i Danmark modificeret til Mk.90 standard. Den argentinske helikopter havde ikke fløjet siden 1984 og blev skåret over på en måde, så cockpittet kunne bruges af Søværnets Taktikskole til at træne taktiske observatører, mens kabinen blev brugt af specialstyrker til at træne helicopter egress. Søværnet fik argentinernes specialværktøj og reservedelslager med i handelen.
Under et flyshow i Polen d. 14. juni 1997 lavede S-170 et uplanlagt ground-loop og fik store skader. S-170 var hangardronning i mange år.

#### Opdatering
Flystellet er certificeret til 7.000 flyvetimer, hvilket blev nået sidst i 1900-tallet for de ældste. Nye flystel blev fremstillet i Yeovil i England med samme serienummer som de gamle. Motorer og hovedgearkasse blev overflyttet til det nye flystel. En fejlkonstruktion i halegearkassen blev rettet op ved helt nykonstruerede halegearkasser. Da der er bedre plads på Thetis-klassen, skal de nye flystel ikke kunne folde halen. De renoverede helikoptere hedder Super Lynx Mk.90B og har ydre kendetegn som BERP-blade og et cylindrisk radarhus.

#### Bemanding
Grundbemandingen i Lynx'en er to mand: En pilot og en flytekniker. Som oftest flyves der dog med to teknikere. Er opgaven af taktisk karakter, erstattes den ene tekniker med en taktisk observatør. Derudover kan medbringes en læge, en sanitetsgast, en svømmeredder eller en fiskeriofficer – alt efter opgaven.

Under rydningen af ungdomshuset på Jagtvej 69 blev der brugt en Lynx. Helikopterens præcise bemanding kendes ved den slags øvelser ikke, men helikopteren transporterede 6 personer fra politiets aktionsstyrke.

#### Bevæbning
De danske bevæbnede Lynx-helikoptere har et dørmonteret 12,7 mm tungt maskingevær M3M. Bevæbnet LYNX har været indsat med succes fra L16 Absalon til undsætning af civile skibe under piratangreb.

#### Serienumre
De danske Lynx har følgende serienumre: S-134, S-142, S-170, S-175, S-181, S-191, S-249 og S-256.

## Lynx Wildcat
En opdateret version af helikopteren er udviklet af producenten AgustaWestland og er benævnt AgustaWestland AW159 Lynx Wildcat (tidligere benævnt Future Lynx). Den 22. juni 2006 skrev det britiske forsvarsministerium kontrakt med Westland (nu AugustaWestland) på 70 Future Lynx helikoptere. Kontrakten – der har en værdi på 1 mia. britiske pund (ca. 10 mia. danske kroner) – giver den britiske hær og flåde med henholdsvis 40 og 30 nye helikoptere og har option på yderligere 10, ligeligt fordelt mellem hær og flåde.
Lynx Wildcat fløj for første gang i 2009 og de første leveringer fandt sted i 2012 og operativ indsættelse fandt sted i hhv. 2014 og 2015 (hæren og Royal Navy respektive).

## Modeller
Dette afsnit består primært af lister og kunne trænge til mere løbende tekst. Eventuelt kan afsnittet omdannes til en kategori.

### Britiske landbaserede modeller
- Westland WG.13

Prototype, første flyvning 21. marts 1971
- AH.1

Den oprindelige version til den britiske hær, med mere end 100 enheder produceret. Brugt til mange forskellige opgaver bl.a. Taktisk Troppetransport, eskorte, anti-kampvognsmissioner, opklaring og evakuering af tilskadekomne personer.
- AH.1GT

Midlertidig konvertering af AH.1 til delvis AH.7 for den britiske hær.
- AH.5

Opgraderet udgave til hæren. Kun 5 enheder blev bygget; fire blev senere opdateret til AH.7 og en blev bibehold til testformål som AH.5X.
- AH.6

Ikke-bygget model til den britiske flådes Royal Marines.
- AH.7

Opdateret udgave for den britiske hær. Et fåtal bliver også brugt af den britiske flåde som støtteenhed for Royal Marines.
- AH.9 ("Battlefield Lynx")

Den britiske hærs udgave af Super Lynx'en (AH.7 med hjul i stedet for meder).

### Britiske maritime modeller
- Lynx HAS.2 / HAS.2(FN)

De oprindelige udgaver til de britiske og franske flåder. I anti-ubåds-rollen er den udstyret med to torpedoer eller dybdebomber og en dyppe-sonar. Til overflåde-rollen er den enten udstyret med fire Sea Skua eller AS.12 missiler. Udgaven til den franske flåde hedder HAS.2(FN).
- Lynx HAS.3

Forbedret udgave af HAS.2
- HAS.3(S)

Forbedret udgave af HAS.3 til den britiske flåde med sikre kommunikationssystemer.
- HAS.3(GM(S))

19 helikoptere blev modificeret til at operere i den Persiske Golf (GM = Gulf Modification).
- HAS.3(ICE(S))

To af den britiske flådes helikoptere, ombygget til at operere i Antarktis.
- HAS.4(FN)

Opgraderet udgave af HAS.2(FN) til den franske flåde.
- HMA.8 ("Super Lynx")

Opdateret maritim angrebs udgave.
- HMA.8(DSP)

Opdateret udgave af HMA.8 (DSP = Digital Signal Processor).
- HMA.8(DAS)

Opdateret udgave af HMA.8(DSP) (DAS =Defensive Aids Subsystem.
- HMA.8(SATURN)

Opdateret udgave af HMA.8 (SATURN = Second-generation Anti-jam Tactical UHF Radio for NATO).
- HMA.8(SIFF)

Opdateret udgave af HMA.8(DSP) (SIFF = Successor to IFF).
På sigt bliver alle HMA.8 udgaver enten DAS, SATURN eller SIFF standard.

### Eksportmodeller
- Lynx Mk.21

Eksportudgave af HAS.2 til Brasiliens flåde. National betegnelse: "SAH-11".
- Super Lynx Mk.21A

Eksportudgave af Super Lynx'en til Brasiliens flåde.
- Lynx Mk.22

Ikke-produceret eksportudgave til Egyptens flåde.
- Lynx Mk.23

Eksportudgave af HAS.2 til Argentinas flåde. Senere solgt til Brasilien og Danmark.
- Lynx Mk.24

Ikke-produceret eksportudgave til Iraks hær.
- Lynx Mk.25

Eksportudgave af HAS.2 til Nederlandenes flåde. National betegnelse: "UH-14A"
- Lynx Mk.26

Ikke-produceret eksportudgave til Iraks hær.
- Lynx Mk.27

Eksportudgave af HAS.2 til Nederlandenes flåde. National betegnelse: "SH-14B"
- Lynx Mk.28

Eksportudgave af AH.1 til Qatars politi.
- Lynx Mk.64

Eksportudgave af Super Lynx'en til Syd Afrikas luftvåben.
- Lynx Mk.80

Eksportudgave af HAS.2 til det danske søværn.
- Lynx Mk.81

Eksportudgave af HAS.2 til Nederlandenes flåde. National betegnelse: "SH-14C"
- Lynx SH-14D

Opgraderede udgave af Mk.81/SH-14C til Nederlandenes flåde.
- Lynx Mk.82

Ikke-produceret eksportudgave til Egyptens hær.
- Lynx Mk.83

Ikke-produceret eksportudgave til Saudi Arabiens hær.
- Lynx Mk 84

Ikke-produceret eksportudgave til Qatars hær.
- Lynx Mk 85

Ikke-produceret eksportudgave til de Forende Emiraters hær.
- Lynx Mk.86

Eksportudgave af HAS.2 til Norges kystvagt.
- Lynx Mk.87

Embargo-ramt eksportudgave til Argentinas flåde.
- Lynx Mk.88

Eksportudgave til Tysklands flåde.
- Super Lynx Mk.88A

Opgraderet udgave af Mk.88 til Tysklands flåde.
- Lynx Mk.89

Eksportudgave til Nigerias flåde.
- Lynx Mk.90

Eksportudgave til det danske søværn.
- Lynx Mk.90A

Opgraderet udgave af Mk.80 til det danske søværn
- Super Lynx Mk.90B

Opgraderet udgave af Mk.90 og Mk.90A til det danske søværn.
- Lynx Mk.95

Eksportudgave af HAS.8 til Portugals flåde.
- Lynx Mk.99

Eksportudgave af HAS.8 til Sydkoreas flåde.
- Super Lynx 300

Grundlæggende eksportudgave af Super Lynx.

## Specifikationer
Specifikationer for Westland Lynx HAS Mk. 2:
- Hovedrotordiameter — 12,80 m
- Hovedrotorbladsbredde — 39,5 cm
- Halerotordiameter — 2,21 m
- Halerotorbladsbredde — 18 cm
- Længde m. snurrende rotorer — 15,163 m
- Længde m. foldede rotorblade og hale — 10,618 m
- Kropslængde — 11,92 m
- Bredde m. foldede rotorblade og hale — 3,75 m
- Højde m. snurrende rotorer — 3,67 m
- Højde m. foldet hale — 3,20 m
- Afstand mellem halerotor og jorden (parkering) — 1,38 m
- Sporvidde — 2,94 m
- Tomvægt — 3.030 kg
- Max vægt — 4.763 kg
- Marchhastighed — 232 km/t
- Marchhastighed m. én motor — 225 km/t
- Stigerate ved fremadflyvning — 661 m/min
- Stigerate ved vertikal flyvning — 351 m/min
- Tophøjde i fri luft — 2.575 m
- Flyvestrækning — 593 km
- Flyvetid — 2t 50 min
- Flyvestrækning m. færgetanke — 1.046 km
- Aktionsradius[8] — 212 km
- 2 Motorer — Rolls-Royce Gem41-1 turboskaft á 1.120 hk.
- Radar — Ferranti Sea Spray.
- Brændstofstanke:
  - 2 main á 204 kg
  - 2 collector á 93 kg (skudsikre)
  - 1 forward på 148 kg
  - op til 2 løse tanke i kabinen á 327 kg